# 神木祐希
神木 祐希（かみき ゆうき、7月22日 - ）は、日本の歌手、女性声優、舞台女優。アイドルユニットPinkySpiceの元正規メンバー。出身は神奈川県海老名市。

## 来歴

### 概要
7歳の時に「歌を歌いたい」と思うようになり、その頃より歌手になる夢が芽生える。
芸能界デビュー当時より声優、MCとして活躍し、2016年より舞台女優としてもデビュー、2017年より歌手活動を本格化させる。2018年にはラヂオつくばの番組のレギュラーパーソナリティーも務め、同年11月からはアイドルユニット「PinkySpice」の正規メンバーとしてソロ活動のみならず、グループとしての活動も開始する。
日本舞踊にも取り組んでおり、本人は「稽古は気持ちが浄化される思いで日は浅いが今後も続けていきたい」と語っている。2018年7月28日には東京・浅草での藤川流舞踊会の最終演目大喜利で、所化役として参加している。なお、日本舞踊の舞台に立つのはこれで3度目となる。

### 芸能経歴
芸能活動は2013年から声優として始まる。その後舞台などを経て2017年よりソロの歌手として活動を開始、2018年よりアイドルユニットに参加する。歌手としての経歴は下記「歌手としての活動」を参照。
2019年、Project ANIMA第一弾「SF・ロボットアニメ部門」アニメ化作品『Sacks&Guns!!（サクガン!!）』のメインヒロインの声優オーディションで、約1400名(プロ約300名、アマチュア約1100名)の応募の中から20名の一次選考に入選する。同年12月8日の最終オーディションのファイナリスト7名にも選ばれSNSでの公開オーディションに参加。結果メインヒロインの座は射止められなかったが、この結果は本人の自信に繋がるだけでなく、声優としての実力の高さが示されたものとなった。
2020年4月10日、株式会社 主婦の友インフォスが刊行する月刊誌「声優グランプリ5月号」に、SNS配信サイトイベント「MixChannel×声優グランプリ コラボオーディション」の勝ち抜き特典としてインタビューが掲載された。自身の声優を目指した動機やこれまでの心情、今後の目標など素直に等身大で語っている。ファンを大切にする言葉も垣間見られ、神木祐希らしさがうかがえる記事である。

### 歌手としての活動
ライブパフォーマンスのコンセプトは「かみきつね」。神を見下した少女が罰として狐の宿った姿にさせられ、元の人間に戻るためにはライブ活動を通じ観客を幸せな気持ちにさせなければならないというもの。
ソロ活動開始当初は主に首都圏で活動しており、ライブイベントへの参加が中心で、ライブ１回の平均持ち時間は約20分から30分ほど、4曲から6曲程度を歌唱していた。当初より選曲はポップなものが多いが、これはコンセプトによるものではなく本人がポップな曲を好んでいるからとのことで、本人の性格、個性、魅力の現れだと言える。
ライブのMCで紙芝居を用いることがある。内容は本人を主人公にしたものであり、自己紹介、曲紹介を兼ねることが多い。脚本および製作も本人が行い、画用紙サイズも大小様々で、大きな画用紙の運搬に関しての苦難のエピソードも本人らしさで語ることもあった。この他、動画で影絵を映したMCをおこなったこともある。
ファンサービスとしてライブを観覧したものにスタンプを押す企画があった。「神木祐希のしあわせカード」にスタンプが10個貯まると景品と交換する企画であり、それに併せ本人はカードを1000枚回収することで神に許され元の人間の姿に戻れるという企画でもある。しかし現在の狐の衣装を好むファンの中には人間の姿に戻ることを残念に思う意見がある。
通常ファンは「神木ッズ」と呼ばれる。これはデビュー時の衣装が子供を連想させ、そのスタイルについて本人が後に「神木ッズ」と発したことに由来し、ファンが「神木祐希の子供（仲間）たち」であるということにちなむ。なお、ファンは単体でも神木ッドではなく神木ッズである。
2017年8月23日、都内ライブハウスでデビュー。歌手活動初期より2018年前半までにオリジナル曲は4曲あった。詳細はディスコグラフィー(旧オリジナル曲)を参照。
2017年11月18日、池袋monoでのライブイベントにおいてオリジナル曲を含む6曲を歌唱。これは本人にとってデビュー初の持ち時間最長（30分）ライブである。
2018年4月21日、東高円寺ロサンゼルスクラブでのライブにおいて初めて曲目にピアノソロを加え、弾き語りを披露した。
2018年4月29日、横浜BAYSISでライブを行い、これは自身初の地元神奈川でのライブ出演となった。
2018年5月26日、FMやまと「サタデイ・ストリート」にゲスト出演。約30分の出演でインタビューとスタジオライブにおいて「狐日和」、発表されたばかりの「巨人のテーマ」の2曲を披露した。選曲にあたっては代表曲と本人のポップなイメージに近いものを選んだという。サテライトスタジオのため、外部からも観覧可能なライブであった。また、地元地域のコミュニティFMでもあったことから、この放送で初めて出身地を明かした。
2018年8月6日7日8日、新大久保Quarter Note（東京）、西川口Hearts（埼玉）、渋谷Glad（東京）において初の3日間連続公演を行う。3曲から5曲、20分から30分の公演であったが、精力的な歌唱に加え、衣装を持っての長距離の移動、また8月8日は台風13号の接近による行動の弊害など、想像以上の体力との挑戦であったとうかがえる。
2018年8月18日、東高円寺ロサンゼルスクラブにおいて初めて持ち時間1時間の長時間ライブを行った.。12曲を披露。出囃子をライブ前後に挿入しているため持ち込み音源は全14曲。MCでは自己紹介用の紙芝居および一枚完結の紙芝居を披露。長時間のライブについて本人は、自身の疲れは無かったが長時間立って観覧頂いた方に疲れはなかったか、楽しめてもらえたか、そちらの方が気がかりだったなど、観客に配慮する感想を後に述べている。
2018年8月19日、大阪の大丸心斎橋劇場で行われたオーディション「シンデレラドリームズコレクション2018SUMMER」のファイナルイベントにおいて、歌手部門でグランプリを受賞。ファイナルイベントは2ステージ構成になっており、前半のCHALLENGE STAGEで椎名林檎の楽曲「罪と罰」を熱唱し通過、同日のFINAL STAGEでは、大黒摩季の楽曲「チョット」で挑み栄冠を手にした。1分程度の歌唱で十分に聞きごたえのある歌唱が評価されたことに加え、選曲に至った熱意が審査員の心を掴んだとされる。今後大いに期待できる逸材と総評を頂く。本人は自分より歌唱力のあるファイナリストも多かったと語っている。なお、同オーディション声優部門でもファイナルステージに進出している。
2018年9月15日、池袋monoで行われた「ぢゃ☆ベストテンvol.64」において同じ声優ユニットのメンバーと初のツインボーカルを披露、May'n/中島愛の楽曲「ライオン」およびGoose houseの楽曲「光るなら」の2曲を歌唱する。メインボーカルとサブボーカルを互いで担う楽曲選びで、サブボーカルの安定した音程が神木の主旋律を引き立たせると同時に、神木がサブボーカルで低音域を披露するなど、安定した歌唱力をあらためて立証したものとなった。高低差は違うが声色も似ている感もあり、パートチェンジに違和感がなく、もともと声質の高いメンバーの高音域パートは神木の優れた歌唱力に花を添えた形とも言える。
2018年11月4日、所属事務所の強化合宿を終え、大阪発のアイドルユニットPinkySpiceの正規メンバーとなる。予てよりユニットでの活動も望んでおり、本人の夢が実現したといえる。加入直後のコメントでは「一緒にステージに立てるメンバーがいる有り難さをずっと忘れずに頑張っていきたい」旨のコメントを残している。ユニットでの初ステージは同年11月23日東京秋葉原PLUM LIVE STAGE。
2018年12月21日、神奈川県および東京多摩地域でタウンニュース社が発行している無料紙「タウンニュース海老名版」で紹介され、インタビュー記事が掲載される。これまでの経歴や活動内容、これからの目標など本人の率直な気持ちが伝えられている。記事は地域内で発行のタブロイド版で講読出来る他、当社サイトのweb版でも講読が可能。
2019年2月17日、所属ユニットPinkySpiceとして福岡のベイサイドプレイス博多Fukuoka Bayside Hallにてライブを行う。九州での歌唱は初となり、これで活動は東京、埼玉、神奈川、大阪と合わせて5都府県となった。当日公演した他のユニットの歌唱やパフォーマンスのレベルの高さに刺激を受け、公演後の感想として、自身のユニットもスキルの底上げをしていきたいと述べている。
2019年4月6日、大阪市中央区の所属事務所所有のライブ会場CDC BOXのグランドオープンにトップバッターとして出演、当事務所では初のソロオリジナル曲となる「遊(ゆう)」を初披露する。その他に2曲を歌唱、また恒例の紙芝居も書き下ろしで披露するなど以前のソロ活動を復活させたライブとなった。曲の詳細についてはディスコグラフィーを参照。
2019年5月4日、所属ユニットPinkySpiceとして初の北海道公演を行う。会場は札幌市のSpace Art Studio。また翌5日には同じ札幌市内のライブハウスふぁーすてにおいても公演を行った。大阪拠点のユニットを温かく見守ってくれた両日の地元ファンにメンバー一同嬉しく感じた旨の感想を後に述べている。なお同年3月の兵庫県公演、4月の京都府公演を含め本人の活動場所はこれで8都道府県となった。

## 人物
- 好きなもの：するめいか、散歩、動物園
- 趣味：散歩、ピアノ
- 特技：バドミントン
- ニックネームは「ゆってぃ」。「ゆてぃ」と呼ぶ者もいる。本人のツイッターでどちらをニックネームにするか投票した結果僅差だったこともあり、また好きなキャラクター「キティちゃん」に発音が似ていることもあり、本人はどちらでもかまわないと言っている。

## ディスコグラフィー
| 発表順 | タイトル | 作詞   | 作曲   | 編曲   | 初演                        |
| ------ | -------- | ------ | ------ | ------ | --------------------------- |
| 1st    | 遊       | 非公表 | 非公表 | 非公表 | 2019年4月6日 CDCBOX（大阪） |

「遊」は2018年10月から所属する事務所での初オリジナル曲。事務所所有のライブハウスのグランドオープンに合わせて発表された渾身の心機一転のデビュー曲とも言える。過去に１度だけ某ライブで本人の希望により、そのライブイベントへの思い入れおよびデモンストレーション的な意味合いも込めて歌唱したことがあるが、タイトルは未発表での歌唱であったため初演はCDC BOXのグランドオープン時となる。
| 発表順 | タイトル     | 作詞     | 作曲     | 編曲         | 初演                            |
| ------ | ------------ | -------- | -------- | ------------ | ------------------------------- |
| 1st    | 狐日和       | 加藤圭子 | AKIHI    | AKIHI        | 2017年9月16日 池袋mono（東京）  |
| 2nd    | ジャンプ！   | 加藤圭子 | 加藤圭子 | 伊藤せんべい | 2017年11月18日 池袋mono（東京） |
| 3rd    | チカイ       | 加藤圭子 | AKIHI    | AKIHI        | 2018年1月20日 池袋mono（東京）  |
| 4th    | 巨人のテーマ | 加藤圭子 | 加藤圭子 | 伊藤せんべい | 2018年5月19日 池袋mono（東京）  |

旧オリジナル曲は2017年から2018年前半までのソロ活動時に歌唱していた。現在は楽曲提供の都合および活動形態の変更により、歌唱を休止している。
「狐日和」は初のオリジナル曲ということもあるからか、ほとんどのライブで歌唱していた。唯一歌唱しなかったライブは2018年5月19日の4thオリジナル曲発表のライブの時である。この日のライブでは「狐日和」以外の全てのオリジナル曲を歌唱した。
曲のタイトルが初演前に決まっていないこともあり、その時は「オリジナル曲パート～(英数字、英語読み）」と発表順で対応している。また、オフィシャルホームページのダイアリーにタイトル募集の旨の日記を本人が記載していたことがある。
4thオリジナル曲「巨人のテーマ」は前3曲とは違いコミカルな作品となっている。なお初演時にタイトルが発表されている。

## 出演

### TVアニメ
- サクガン（女性客D）[1]

### ゲーム
- KRITIKA（魔法付与師タマリック）
- 最終戦艦withラブリーガールズ（2017年、C-13）

### ドラマCD
- 妄想はアイである。（山下景衣）

### 吹き替え
- ポロロ～雪の妖精村大冒険～（2019年、雪の妖精）

### 映画
- 空飛ぶ金魚と世界のひみつ（金魚の声）

### 舞台
2016年
- 『SMOKY HEAVEN』  棟居蘭 役

2017年
- 『桜が咲く頃にもう一度…』  灰原サエ 役
- 『IDENTITY ORDER』  声の出演

2018年
- 『完全無欠の異世界攻略本』  メインヒロイン：ルーシャ・ラパーナ 役 / 村娘：ミズチ 役
- Domixモーションコミックlive vol.8『咲也此の花～サクヤコノハナ～』  トミ 役

### ラジオ
2017年
- ラヂオつくば『あづま女子高校妄想部!』  パーソナリティ

### ニコニコ生放送
2013年
- 『S4チャンネル』  アシスタントMC

### その他
2018年
- 食フェス×エンターテイメントバトル『Fight!』公式サポーター